# Twelve Inch Singles
Albums de Ministry
With Sympathy
(1983) Twitch
(1985)
Twelve Inch Singles est une compilation de singles du groupe Ministry sorti en 1985.

## Titres
1. (Everyday is) Halloween
2. All Day
3. The Nature of Love
4. Cold Life
5. Halloween Remix
6. The Nature of Love (Cruelty Mix B)
7. All Day (Remix B)
8. Cold Life (Dub)